# Nerodia sipedon
Nerodia sipedon är en ormart som beskrevs av Carl von Linné 1758. Nerodia sipedon ingår i släktet Nerodia och familjen snokar. IUCN kategoriserar arten globalt som livskraftig.
Arten förekommer i östra Nordamerika från Quebec och Ontario i Kanada till sydöstra USA. Ormen lever i områden med vatten som pölar, träskmarker, insjöar och vattendrag. Den besöker även bräckt vatten och saltvatten. Nerodia sipedon ligger ofta på öppna ytor intill vattnet i solen. Den gömmer sig för dvalan under den kalla årstiden i jordhålor, bergssprickor och liknande platser.

## Underarter
Arten delas in i följande underarter:
- N. s. insularum
- N. s. pleuralis
- N. s. sipedon
- N. s. williamengelsi